# Серио (река)
Серио (ломб. Sère, итал. Serio) — река в Ломбардии, Италия.
Длина — 124 км. Истоки реки находятся на склонах горы Монте-Торена на высоте 2583 м, далее Серио протекает по территории провинций Бергамо и Кремона, после чего впадает в реку Адду, приток По. Большая часть русла реки находится в долине Валь-Сериана.
Река богата рыбой, типичные виды — карп, карась, барбусы, гольяны, голавль; также встречаются кумжа и радужная форель.

## Галерея

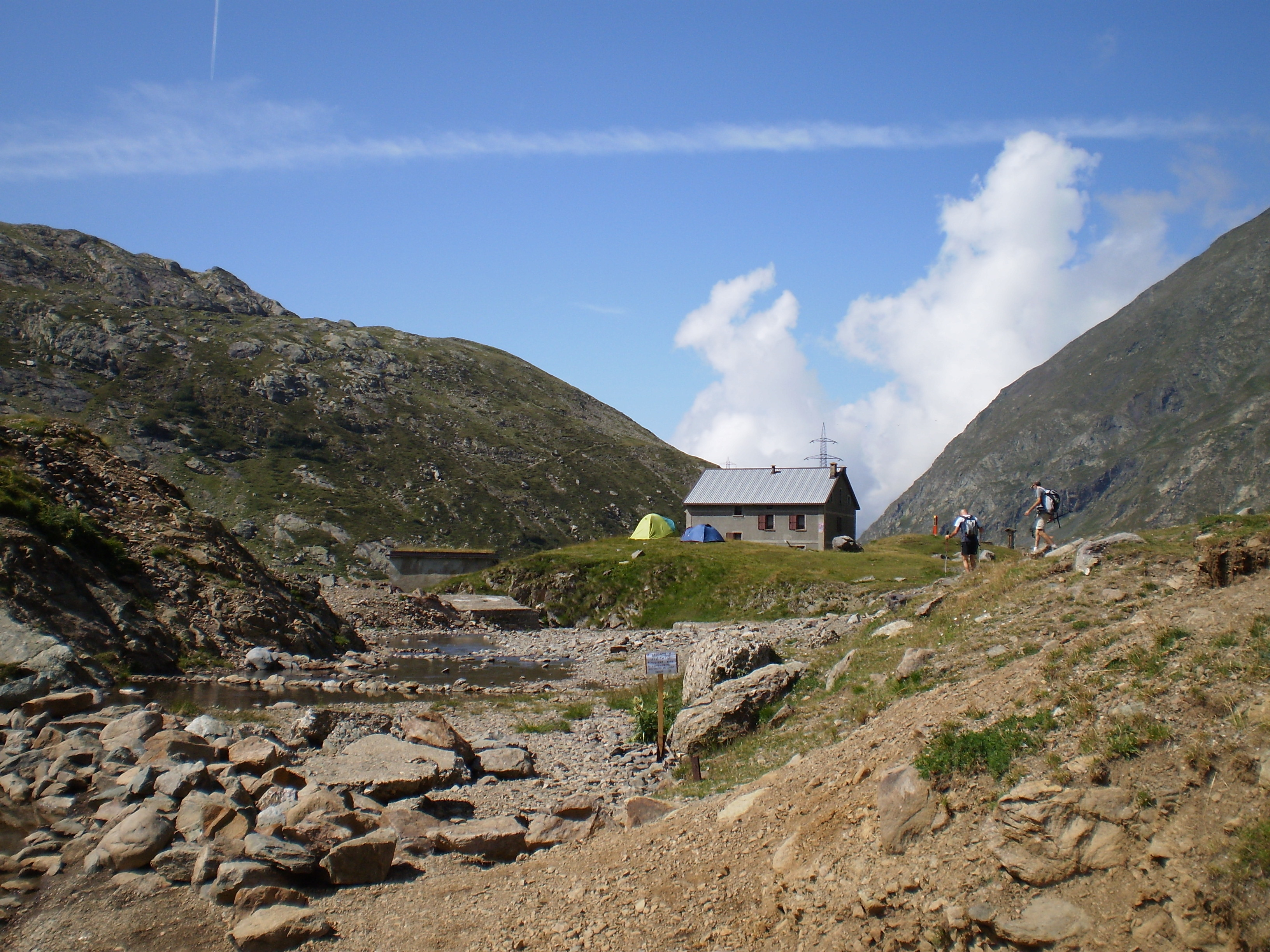
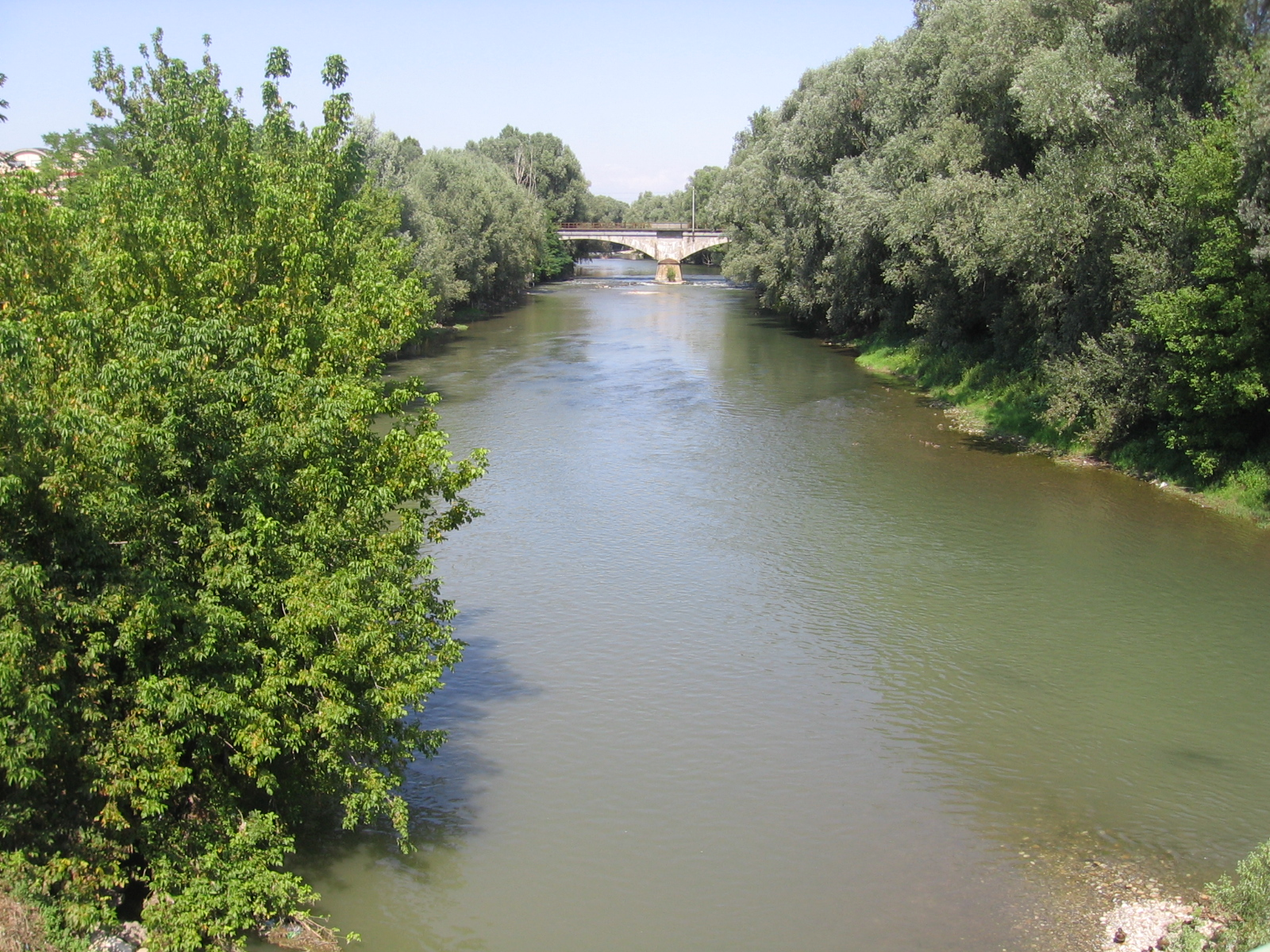
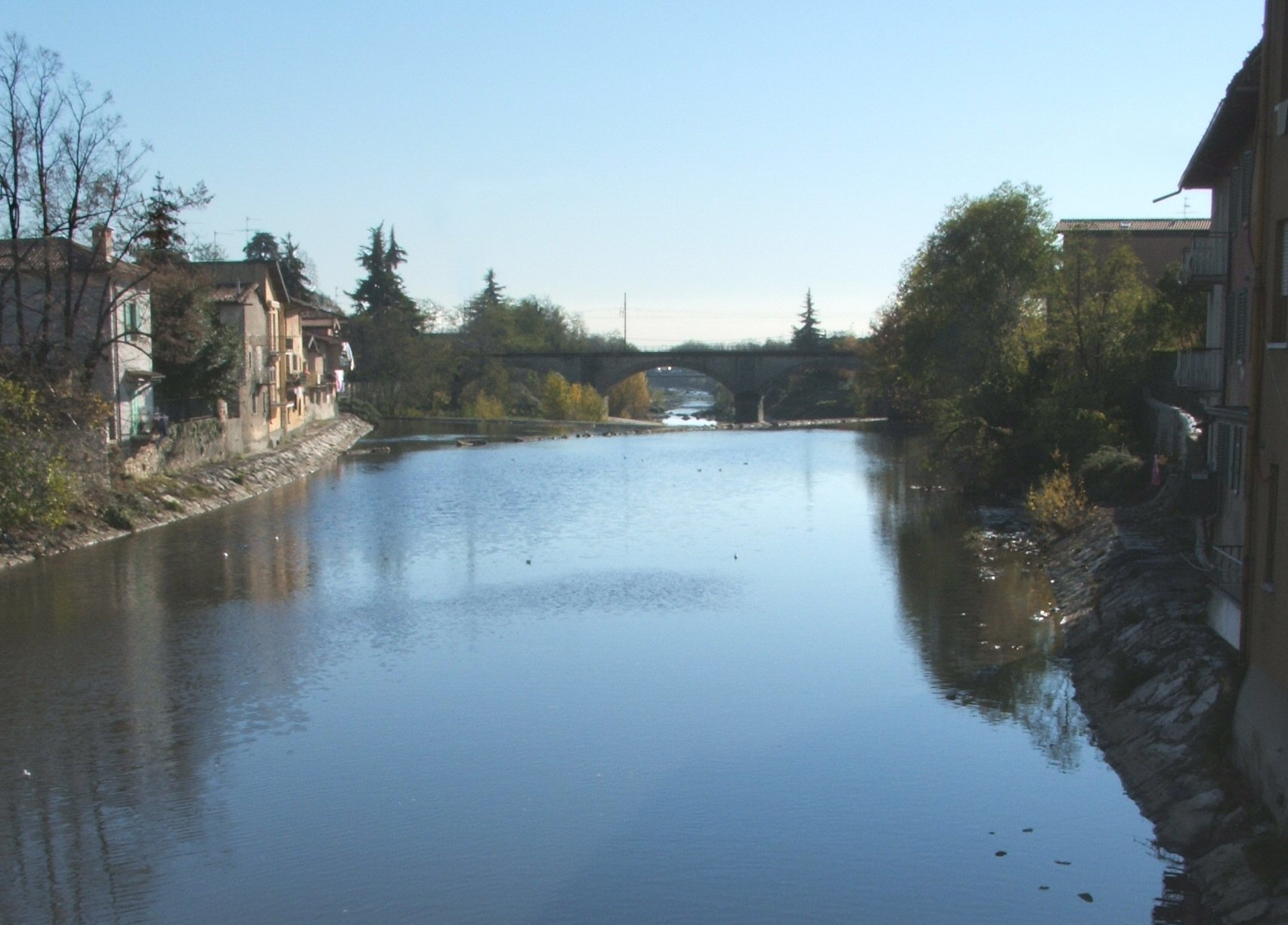
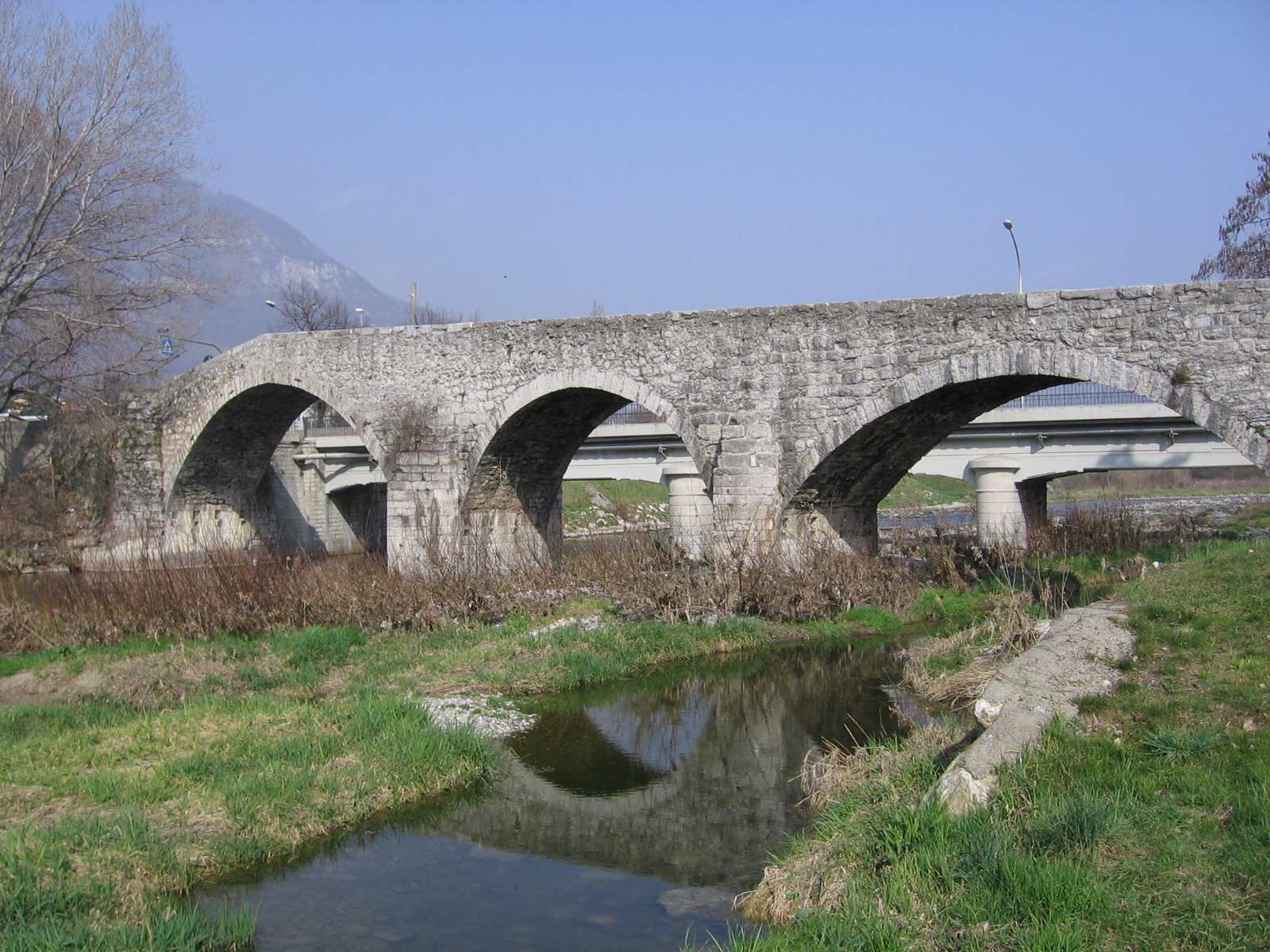